# Gulf Intracoastal Waterway
De Gulf Intracoastal Waterway is een kanaal dat het zuidelijke deel vormt van de Intracoastal Waterway in de Verenigde Staten. Het is een kanaal nabij de kust van de Golf van Mexico dat bedoeld is voor scheepvaart met duwbakken met een diepgang tot 3,7 meter zonder dat zij gebruik hoeven te maken van de Golf.

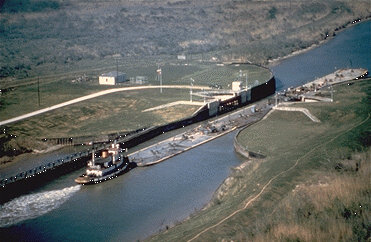
Een grote duwbakcombinatie op de Gulf Intracoastal Waterway

## Havens
Grote havens aan de Gulf Intracoastal Waterway
- Panama City, Florida
- Pensacola
- Mobile, Alabama
- Pascagoula, Florida
- Gulfport, Mississippi
- New Orleans, Louisiana
- Haven van South Louisiana
- Larose
- Houma, Louisiana
- Morgan City
- Intracoastal City, Louisiana
- Lake Charles, Louisiana
- Port Arthur, Texas
- Galveston, Texas
- Texas City
- Corpus Christi, Texas
- Brownsville